# پادشاهی مدانگ
امپراتوری مدانگ یا پادشاهی مدانگ یا پادشاهی ماتارام دولتی هندو-بودایی بود که میان سده‌های هشتم تا یازدهم میلادی در جاوه مستقر بود. پادشاهی مدانگ نخست در جاوه مرکزی و سپس جاوه شرقی پا گرفت. بنیادگذار این پادشاهی سانجایا بود و دودمان شایلیندره بر این سرزمین فرمان می‌راند.
کهن‌ترین سند یافت‌شده از این پادشاهی موسوم به کتیبه کانگال است که به زبان سانسکریت نگاشته شده است و تاریخ آن مربوط به ۷۳۲ میلادی است. 